# Lamine Diarra
Lamine Diarra (Kaolack, 20 dicembre 1983) è un ex calciatore senegalese, di ruolo attaccante.
Con 56 gol in Superliga serba è il miglior realizzatore di tutti i tempi della competizione.

## Carriera

### Club

#### 2001-2005: le esperienze in patria
Nel 2001 entra nella prima squadra del Dakar Université Club, squadra senegalese di Dakar. Gioca per tre anni con il Dakar UC prima di passare al Jeanne d'Arc, importante squadra della capitale, nel 2003. Con l'ASC Jeanne d'Arc non riesce ad ottenere successi ma il risultato più importante è sicuramente il raggiungimento delle semifinali di CAF Champions League nel 2004: dopo aver eliminato Armed Forces (6-0), Raja Casablanca (2-2, ai calci di rigore) e Canon Yaoundé (3-2) la squadra giunge nella fase a gironi dove riesce a raggiungere il secondo posto dietro all'Espérance e davanti a USM Alger e Supersport United; in semifinale è l'Étoile du Sahel ad estromettere i senegalesi 4-2.

#### 2005-2007: Zrinjski Mostar e il prestito al Beira-Mar
Nel 2005 passa allo Zrinjski Mostar, squadra bosniaca. Con i Plemići realizza 4 reti giocando 13 partite di campionato nella stagione 2005-2006. La squadra raggiunge il terzo posto in campionato, che vale l'accesso alla Coppa Intertoto 2006. Nella stagione 2006-2007 gioca 14 incontri e sigla 8 marcature in campionato. In Coppa di Bosnia ed Erzegovina Lamine gioca una partita senza realizzare marcature. Nell'estate del 2007 il calciatore viene ceduto in prestito ai Beira-Mar, squadra portoghese di Primeira Liga. Esordisce con la nuova società il 2 aprile 2007 in Sporting Lisbona-Beita-Mar (2-0), subentrando a Edgar Silva nel secondo tempo. Con il club di Aveiro gioca solo 5 partite in campionato senza andare in gol. La squadra a fine campionato retrocede in seconda divisione a seguito del quindicesimo posto rimediato.

#### 2007-: Partizan

##### 2007-2008: capocannoniere della Coppa di Serbia
Il 4 luglio 2007 Lamine Diarra firma un contratto triennale con il Partizan, squadra serba di Belgrado. Esordisce con il Partizan il 19 luglio 2007 contro lo Zrinjski Mostar, sua ex squadra alla quale firma una tripletta nell'1-6 finale. Esordisce in campionato l'11 agosto in Vojvodina-Partizan (0-1) subentrando a Zarko Lazetic nel finale. Durante la stagione segna contro Banat Zrenjanin (4-2), Napredak Kruševac (3-1 e 0-1), Mladost Lučani (1-4 e doppietta, 4-0 e 2-0), Vojvodina (3-3), OFK Belgrado (5-1 e 1-3), Borac Čačak (1-0), Hajduk Kula (1-0)
Nella semifinale di Coppa di Serbia realizza un importante doppietta contro i rivali della Stella Rossa nel 2-3 che consente ai bianconeri di accedere alla finale e di battere lo Zemun con un netto 3-0, sfida nella quale Diarra realizza tutte le tre marcature divenendo capocannoniere del torneo con 5 realizzazioni. A fine stagione il Partizan vince il campionato e Diarra conclude la stagione con 12 reti in 31 presenze in campionato e 5 gol in 4 partite di Coppa di Serbia. A fine stagione è il capocannoniere della squadra assieme a Stevan Jovetić ed e vice-capocannoniere del campionato dietro a Nenad Jestrović. Rinnova il contratto con i bianconeri per altri due anni.

##### 2008-2009: capocannoniere del campionato
Segna la sua prima rete nella stagione 2008-09 contro l'Inter Baku, partita del secondo turno preliminare di Champions vinta dai serbi per 2-0 a Belgrado dopo aver pareggiato 1-1 a Baku.
In campionato Diarra segna diverse reti. Tra le squadre preferite di Diarra: Napredak (3-1, 0-4 e 2-1), Stella Rossa (0-2 e 2-0), Javor (2-2 e 0-1), Hajduk Kula (1-1 e 3-0) e OFK Belgrado (5-1 e 4-1).
In Champions il Partizan viene escluso dal Fenerbahçe (4-3) retrocedendo in Coppa UEFA. In Coppa UEFA dopo aver estromesso il Timişoara (1-3) arriva alla fase a gironi: il Partizan incluso con Standard Liegi, Stoccarda, Sampdoria, Siviglia conclude all'ultimo posto segnando un'unica rete, proprio di Diarra contro la Sampdoria, nella sfida persa per 2-1.
A fine stagione segna 19 reti in campionato, una in coppa, una in Champions ed una in Coppa UEFA: porta il suo bottino a 22 reti in 43 presenze suo record personale. Inoltre è il capocannoniere del campionato ed è uno degli otto calciatori del Partizan ad entrare nella squadra dell'anno della Superliga serba.

##### 2009-2010
Inizia subito un'altra stagione positiva per Diarra che esordisce in campionato segnando tre reti al Borac Čačak (5-0).
Diarra segna altre undici reti nel torneo, tra le altre squadre anche alla Stella Rossa (1-2).
Il 16 dicembre 2009, segna in Europa League il gol che permette ai serbi di battere lo Shakhtar Donetsk.
Conclude l'annata con 43 presenze e 21 reti divise in 29/14 in campionato 4/3 in coppa e 10/4 in Europa.

##### 2010-2011: il prestito all'Al-Shabab e l'infortunio
Il 27 giugno 2010, è annunciato che Diarra giocherà nell'Al Shabab Al Arabi Club, per un'intera stagione. Segna la prima marcatura con la nuova squadra il 3 settembre 2010 nell'incontro di UAE Football League 2010-2011 contro il Dubai Club. Il 27 ottobre 2010, in una partita di campionato contro l'Al Wahda, Diarra s'infortunia alla gamba sinistra: la sua stagione finisce, trascorre i mesi in un corso di riabilitazione. Conclude la sua esperienza asiatica con 10 presenze e 4 reti, 3 delle quali in campionato.

### Nazionale
Il 14 ottobre 2009, Diarra esordisce con il Senegal subentrando nel secondo tempo nella partita amichevole contro la Corea del Sud.

## Palmarès

### Club

#### Competizioni nazionali
- Campionato serbo: 4

Partizan: 2007-2008, 2008-2009, 2009-2010, 2010-2011
- Coppa di Serbia: 3

Partizan: 2007-2008, 2008-2009, 2010-2011

### Individuale
- Capocannoniere della Coppa di Serbia: 1

2007-2008 (5 gol)
- Capocannoniere del campionato serbo: 1

2008-2009 (19 gol)
- Capocannoniere della TFF 1. Lig: 1

2014-2015 (15 gol)